# 下町七夕まつり
下町七夕まつり（したまちたなばたまつり）は、東京都台東区のかっぱ橋本通りで開催される七夕祭り。

## 概要

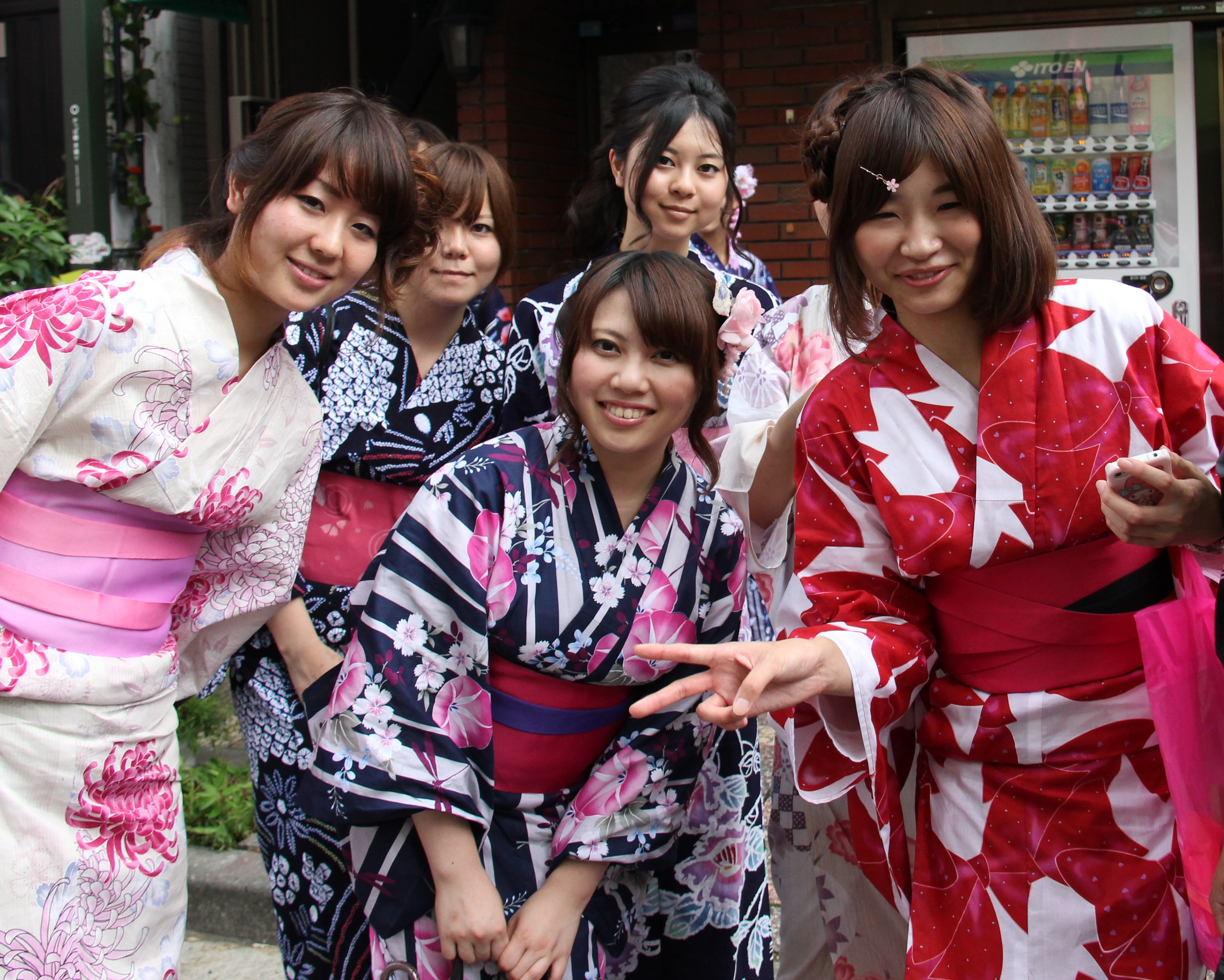
下町七夕まつり・浴衣の人々

毎年七夕の日を囲む土曜日・日曜日をメインに、浅草六区西の国際通りからかっぱ橋道具街 を横切り、上野駅北の昭和通りにかけて約1.2km続く「かっぱ橋本通り」にて地元商店街が開催する。
もともと寛永寺の高僧が浅草寺に詣でる御成道として整備された道で、東西に伸びる一直線の通りに七夕飾りが一列に並んだところを目にするのは壮観。会場は東京スカイツリーのビューポイントである。
期間中の週末にはパレード、模擬店等のイベントが集中し、会場は車両通行止めになる。

イベント内容
- 白バイのパレード、小学生鼓笛隊
- 越中おわら節の踊り
- ストリートパフォーマンス、フリーマーケット
- 短冊へ願い事を書き笹に結わえる
- 下町七夕まつりフォトコンテスト　　など[3]

## 沿革
- 1988年（昭和63年） -　第1回、7月6日開催[4]
- 2015年（平成27年） -　第28回、ピンク・ベイビーズの大森莉緒さん出演
- 2020年（令和2年）～ 2022年（令和4年） -　第33回～第35回、三年続きで中止
- 2025年（令和7年） -　第38回、7月4日～7月8日開催

## 主催・共催
- 下町七夕まつり実行委員会（主催）
- ときめきたいとうフェスタ推進委員会（共催）

## アクセス
- JR線 上野駅・鶯谷駅より徒歩8分
- 東京メトロ日比谷線 入谷駅より徒歩5分
- 東京メトロ銀座線 田原町駅・稲荷町から徒歩5分
- つくばエクスプレス 浅草駅より徒歩3分